# Espacio Macià
El Museo de Conchas del Cau del Cargol es una colección privada de más de 16.000 especies de conchas de moluscos, caracoles y conchas, procedentes de todo el mundo, que se encuentra en Vilasar de Dalt (Maresme). Su origen se remonta al año 1950 cuando su fundador, Jaume Bot y Arenas, empezó a exponerlas al público. Más tarde enriqueció su colección con la adquisición de otras colecciones. Así reunió el trabajo de diversos naturalistas, desde 1850 hasta 1983, y formó una gran colección, que permite ver ejemplares exóticos en muy buen estado de conservación. Actualmente es una de las colecciones de conchas de todas las zonas geográficas del mundo, abiertas al público, más extensas. Un millar de especias están expuestas en una sala renovada recientemente. Recibe a menudo la visita de escuelas la fauna y otros aspectos de la biología, así como visitas de grupos de adultos de diversa 

## Temas
1. Formas y colores, donde se introduce que formas y colores son un lenguaje de la naturaleza.
2. Diversidad en la Unidad, donde se explica la biodiversidad en el funcionamiento de la Tierra con referencias a la Hipótesis Gaia de James Lovelock.
3. De lo infinitamente pequeño a lo infinitamente presente, donde se explican los cambios en la visión de la biología y la vida que se derivan de los descubrimientos de la mecánica cuántica y la Teoría de la relatividad de Albert Einstein.
4. Campos de energía y campos mórficos, donde se explican los campos morfogenéticos descritos por el biólogo inglés Rupert Sheldrake.
5. Relaciones y proporciones en el mundo de la forma, donde se introduce en los estudios y significado de las proporciones y la sección áurea en la naturaleza y en el hombre, y algunas reflexiones de Leonardo da Vinci sobre el tema.
6. El agua y la espiral, donde se explica la relación del agua y la expansión de la vida con la forma espiral.
7. Historia natural y cultura, donde se pone de manifiesto el impacto que la cultura dominante tiene en la interpretación científica de la naturaleza y se introducen algunas reflexiones de Einstein sobre la actitud científica .
8. Percepción e intuición, donde se invita a la reflexión sobre la forma de percibir el mundo y la vida.

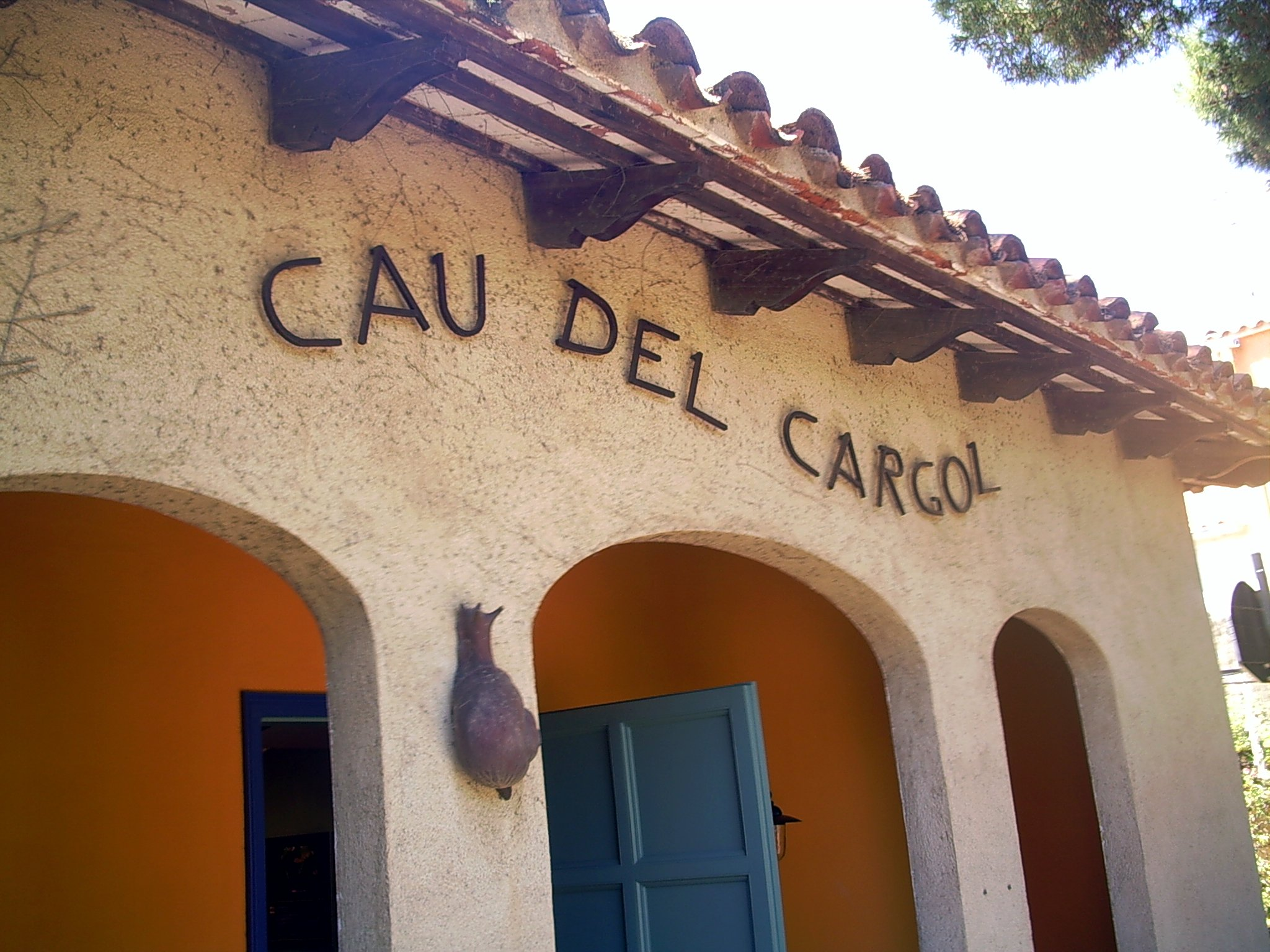
Entrada
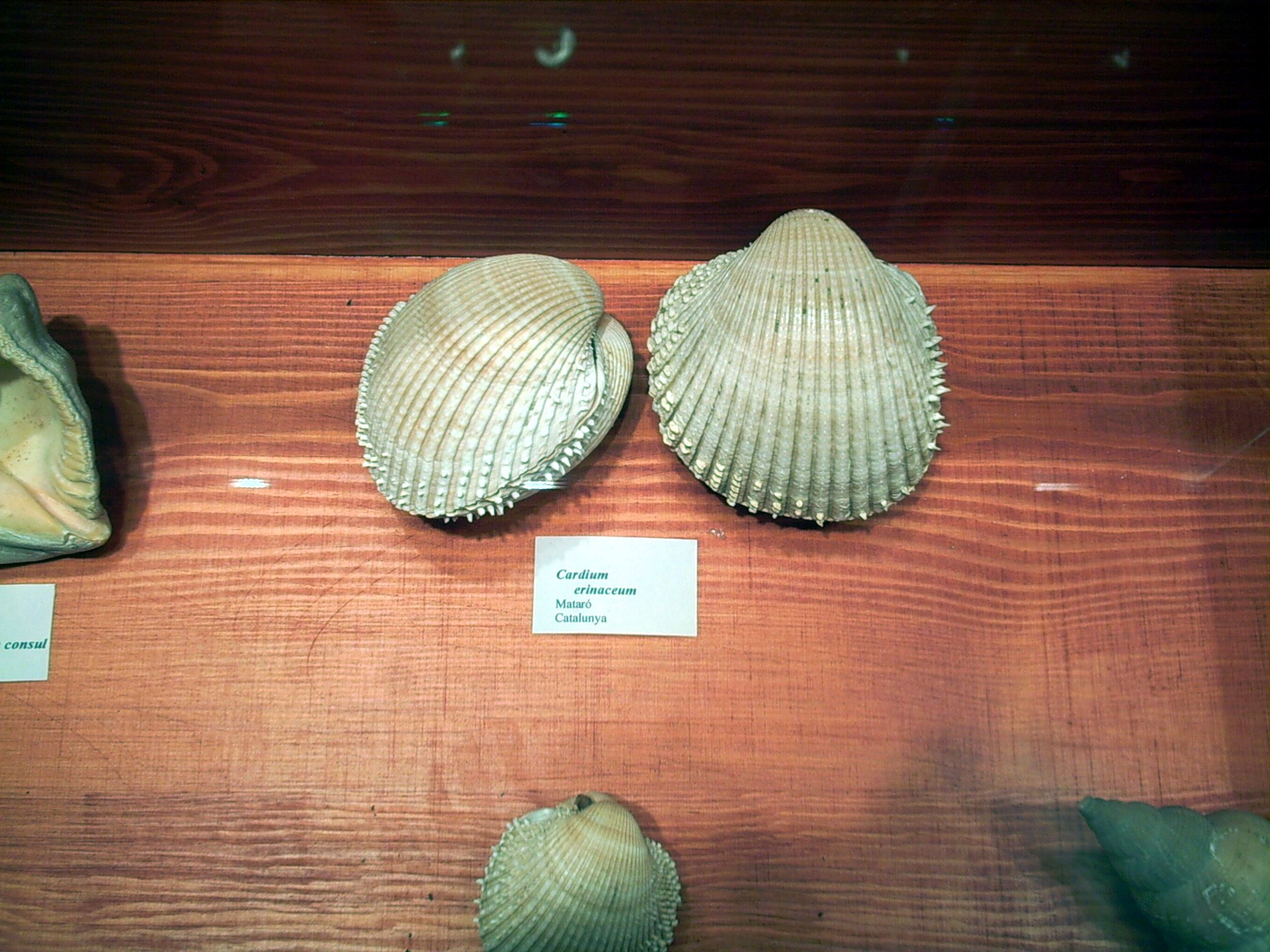
Cardium erinaceum recogido en Mataró
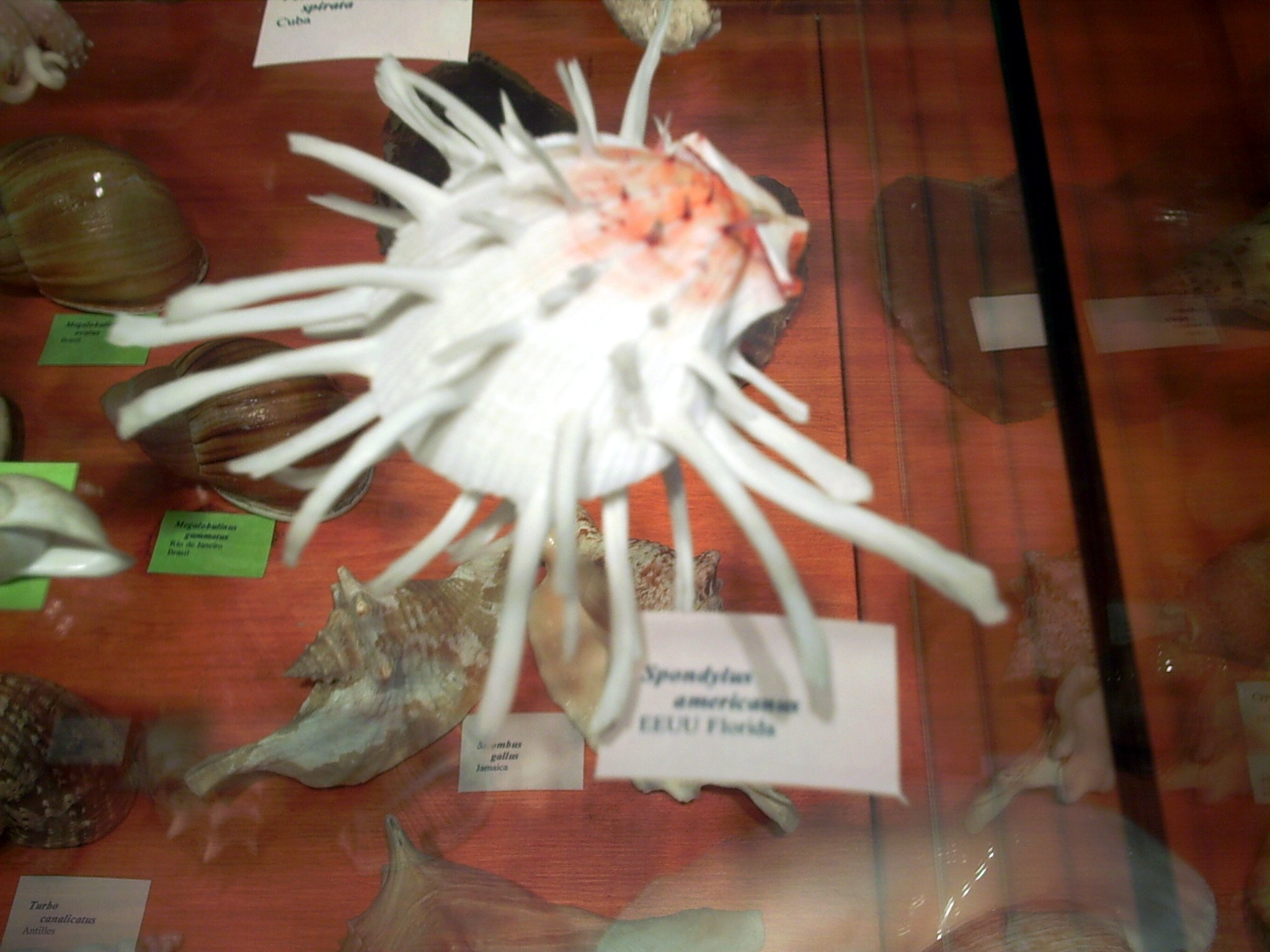
Spondilux, procedente de Florida
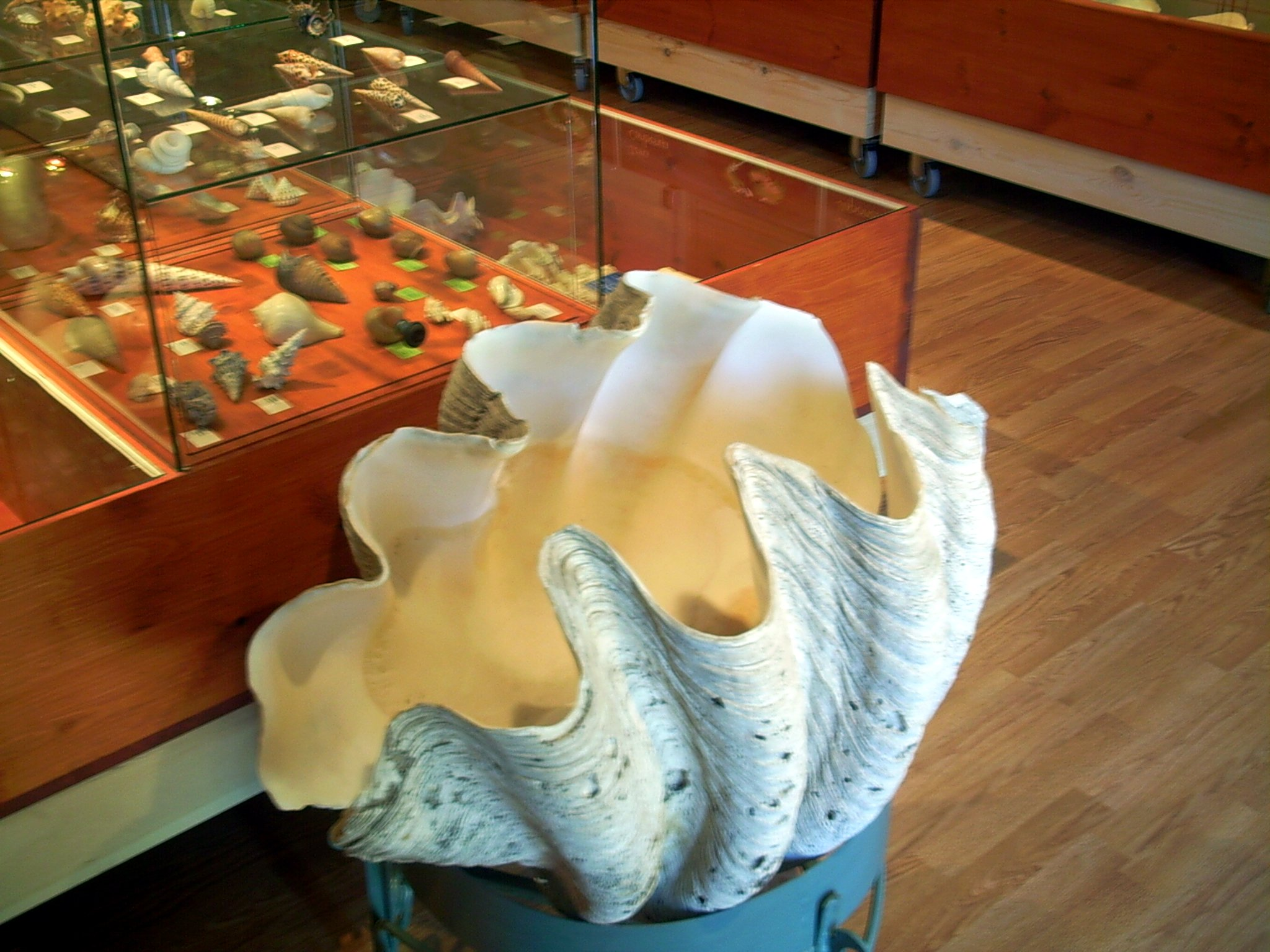
Tridacna gigas, concha gigante
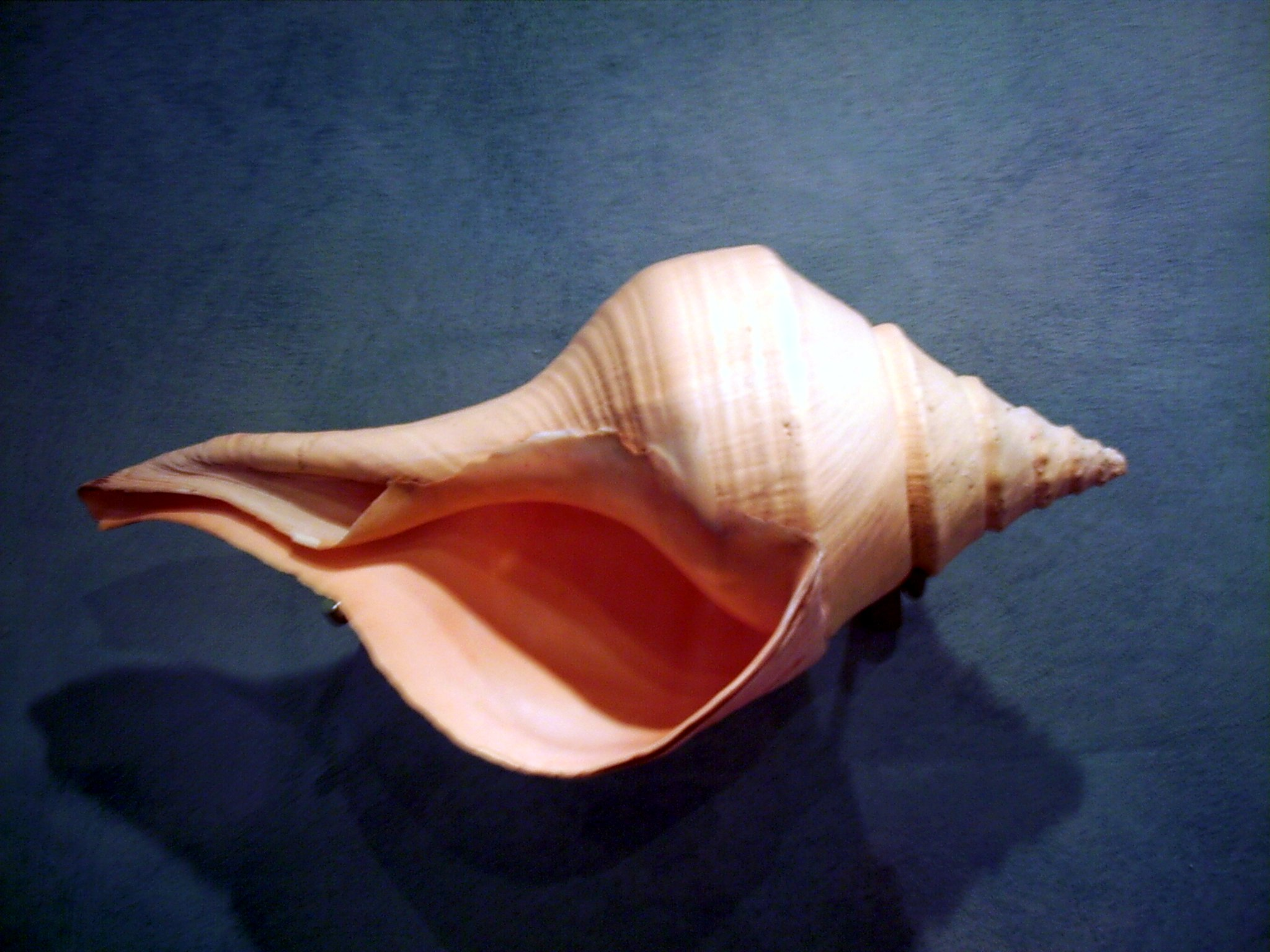
Megalatractus aruanus, concha
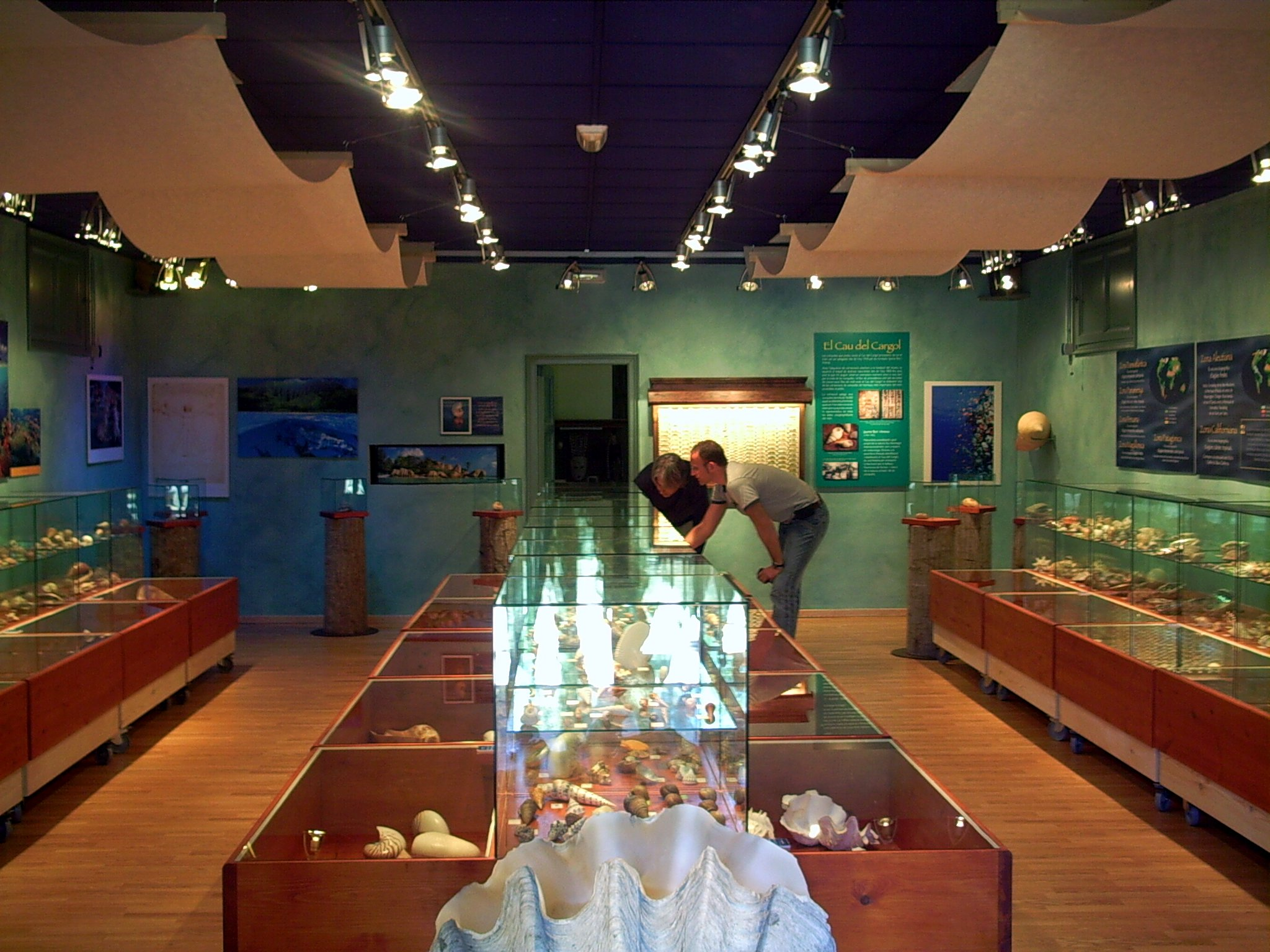
Interior del Museo
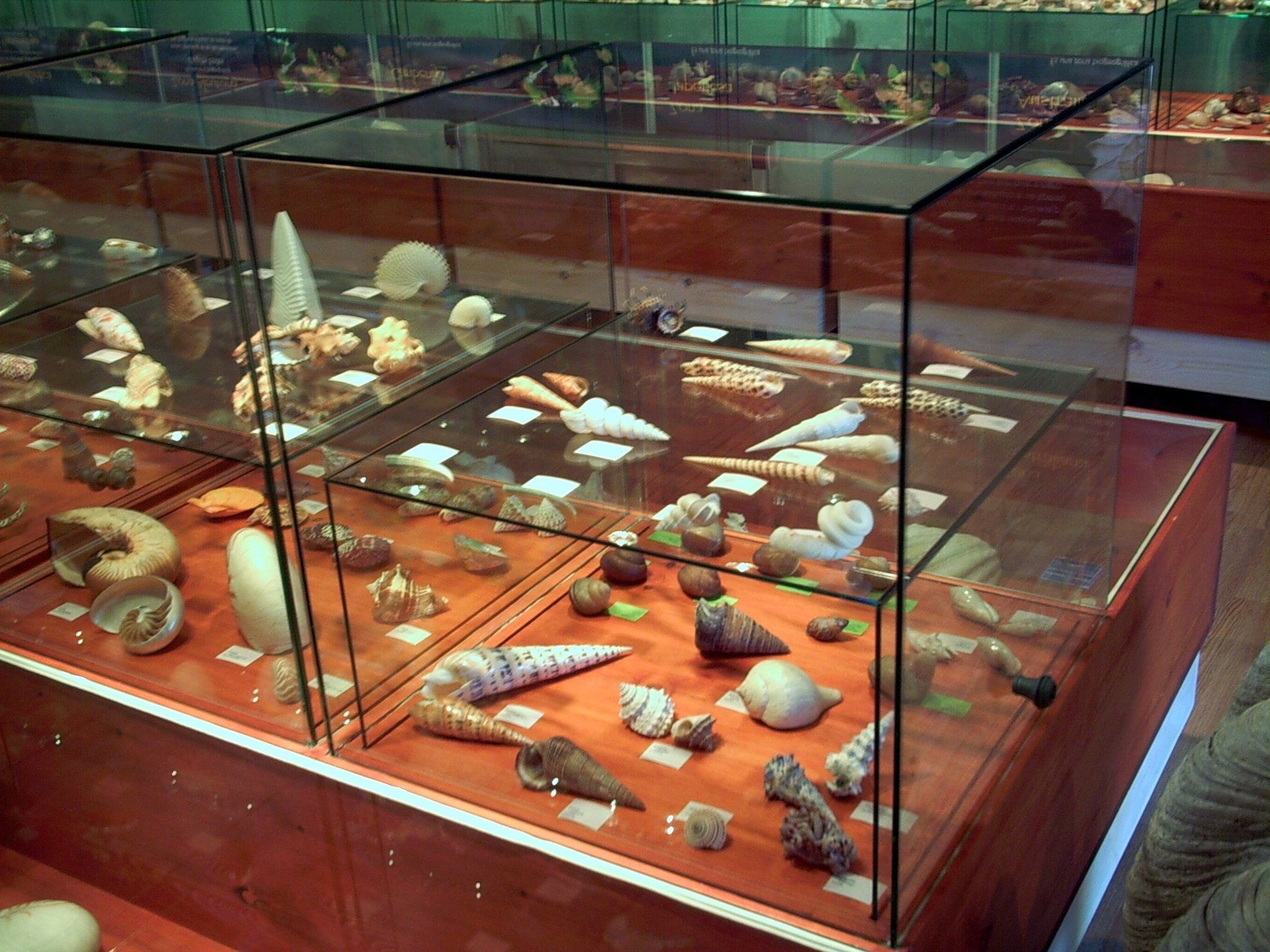
Vitrina de fauna IndoPacífica
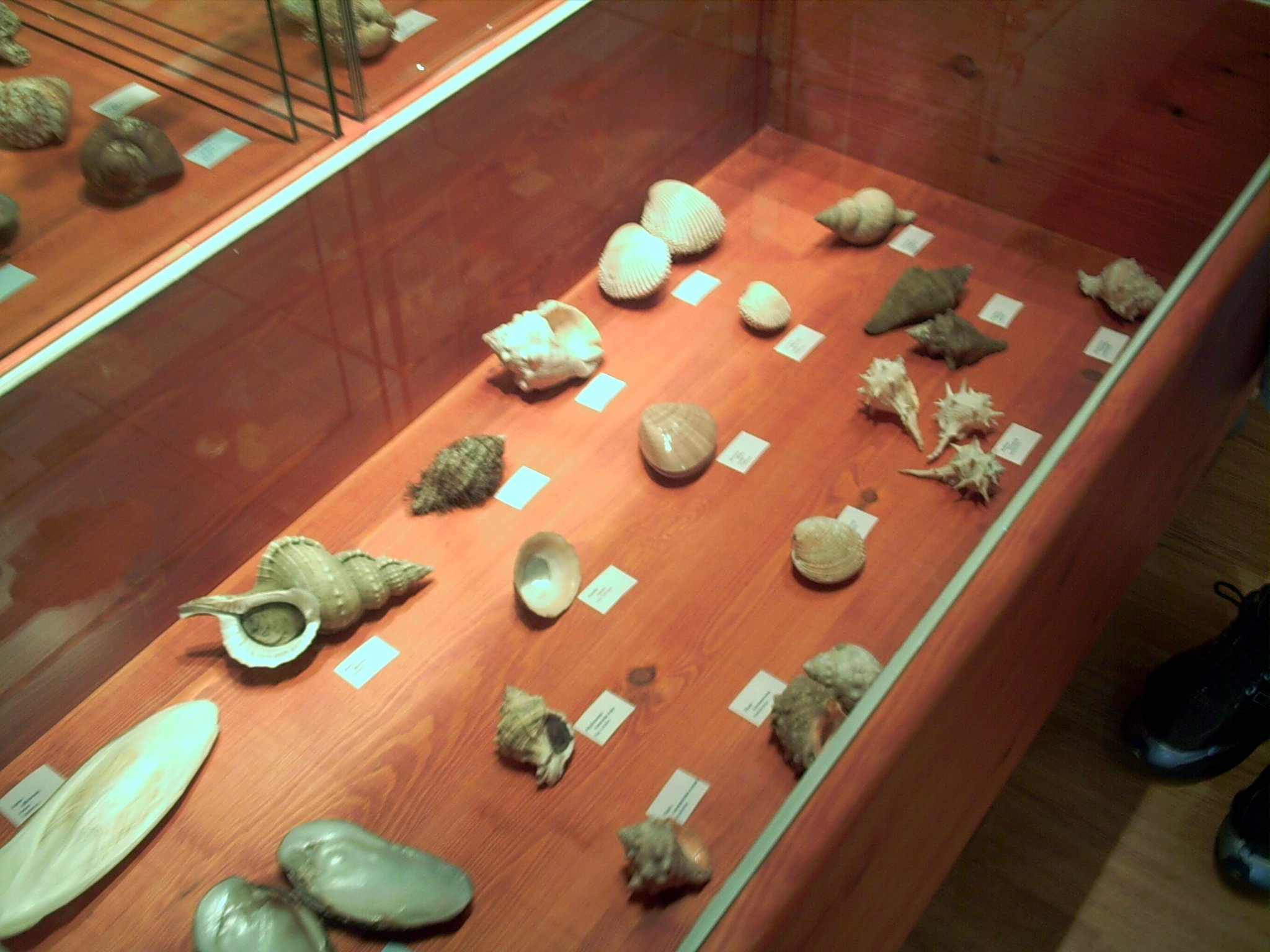
Vitrina de fauna Mediterránea
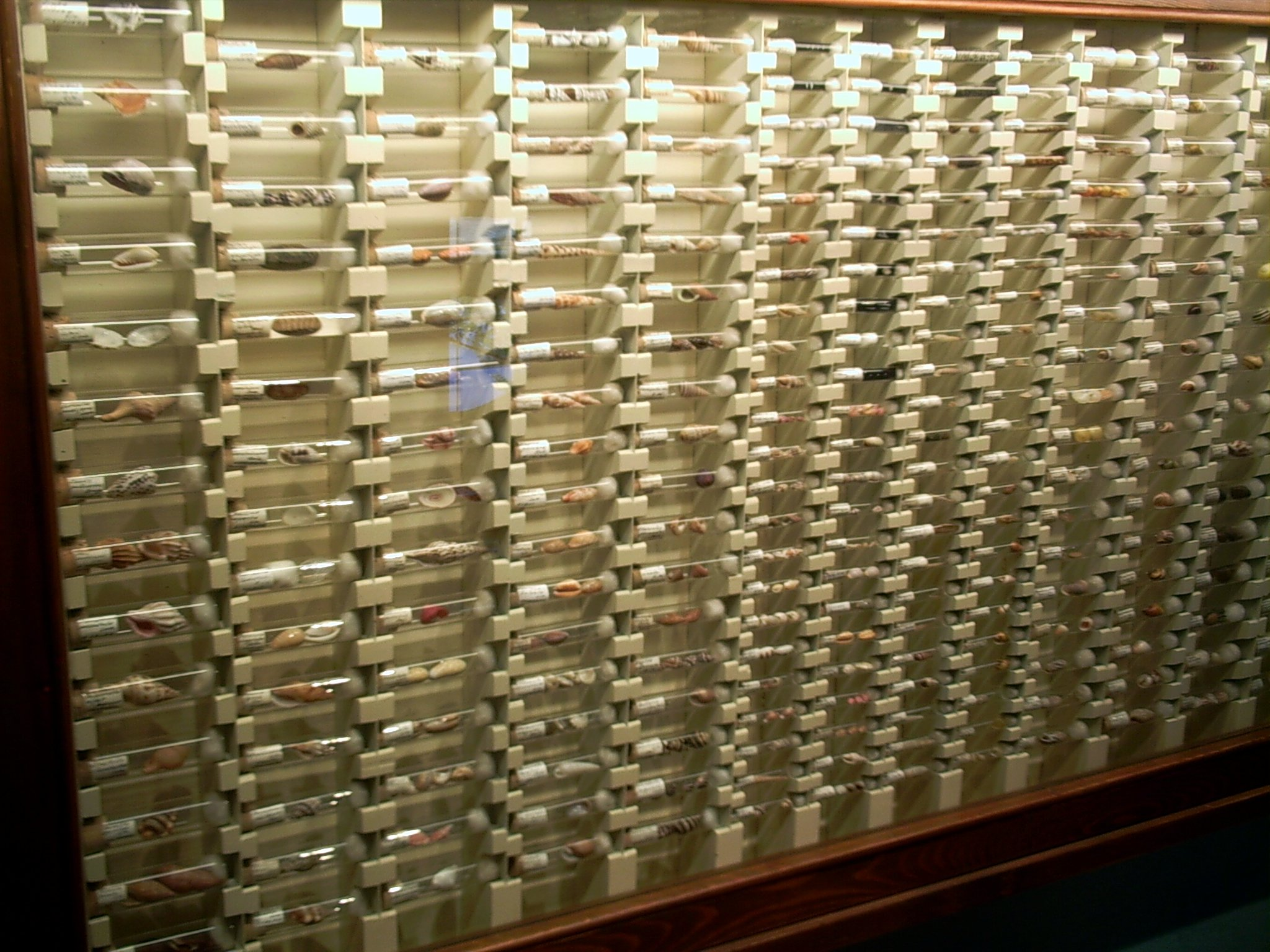
Vitrina de miniaturas

- Conquiliología
- Hornos romanos de la Fornaca
- Listado de malacólogos
- Malacología Rama de la zoología que estudia los moluscos